# Anthyperythra fulvipennis
Anthyperythra fulvipennis là một loài bướm đêm trong họ Geometridae.